# Jael
Jael (en hebreu Ya'el, יעל, nom de la cabra Íbex de Núbia) és un personatge del Llibre dels Jutges de l'Antic Testament. Va ser l'heroïna que va matar Sisserà per salvar Israel de les tropes del rei Jabín. Era la dona d'Hèber el Quenita.

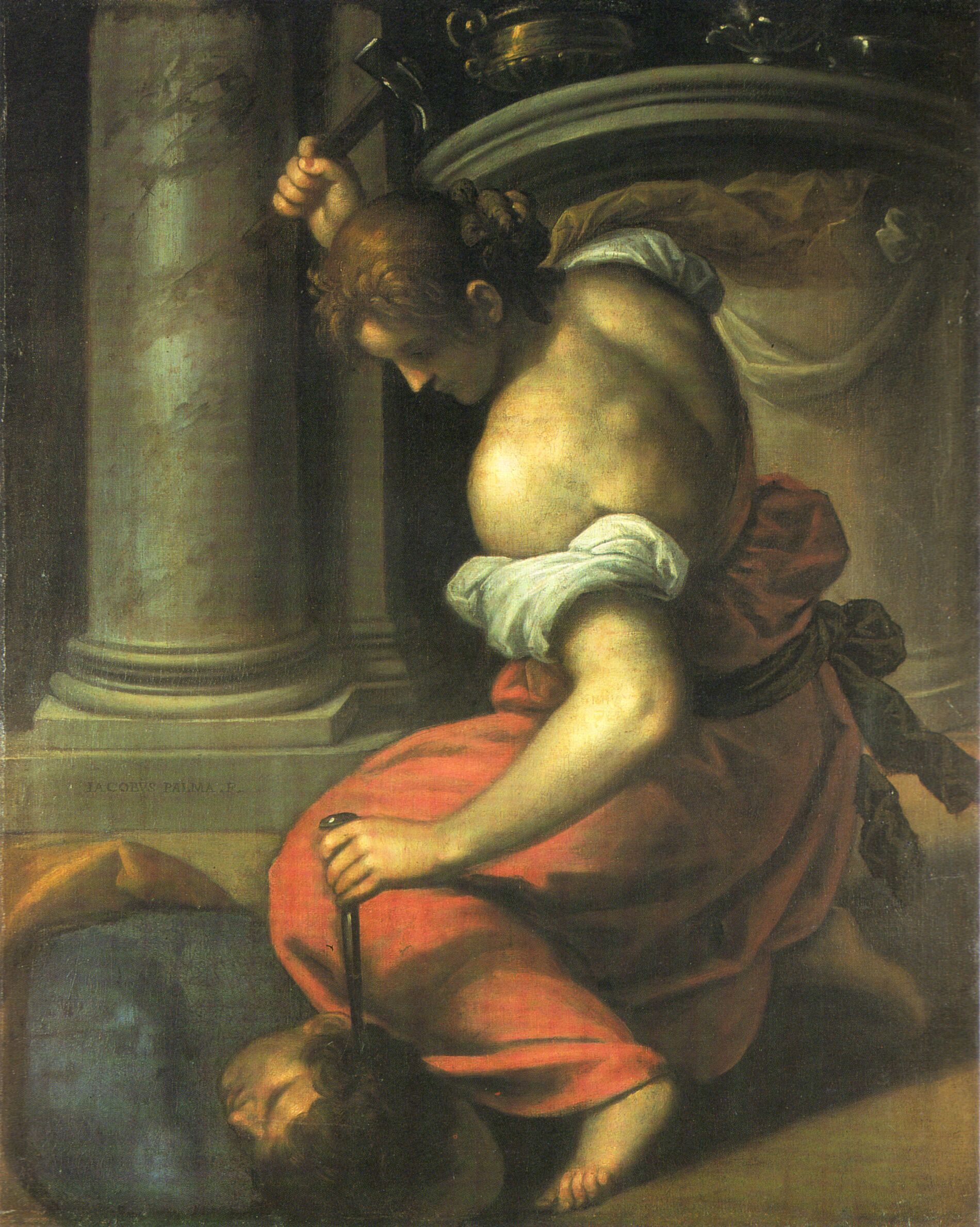
Jael matant Sisserà, en versió pictòrica de Palma el Jove

Aquesta és la part de la Cançó de Dèbora en la que es conta la mort de Sisserà: 
| «                             | «Maleïu la ciutat de Meroz, maleïu-la», diu l'àngel del Senyor; «maleïu els seus habitants, perquè no han vingut a auxiliar el Senyor, a auxiliar el Senyor amb els seus herois.» Beneïda entre les dones Jael, muller d'Hèber, el quenita; beneïda entre les dones que viuen en tendes! Sisserà li demanava aigua; ella li ha donat llet, li ha ofert mató en tassa de nobles. Després, amb la mà esquerra ha pres l'estaca i amb la dreta una maça de fuster; ha estassat Sisserà, li ha obert el cap: l'estaca clavada li ha travessat la templa. Ha caigut doblegat, estirat als peus d'ella, ha caigut doblegat als seus peus; allà on s'ha doblegat, allà ha caigut mort. | » |
| — Llibre dels Jutges. 5:23-27 | |   |

Els entesos reconeixen la cançó de Dèbora, basant-se en proves lingüístiques, com una de les parts més antigues de la Bíblia.

## Refeències
1. ↑  Llibre dels Jutges. 4:17-18
2. ↑  Halpern, Baruch. The first historians: the Hebrew Bible and history.  University Park, Pa.: Pennsylvannia State Univ. Press, 1996, p. 108. ISBN 9780271016153.